# پرم آتما
پرم آتما، (پاراماتما) (انگلیسی: Paramātmā)، جان بزرگ، روح مطلق، جان جان‌ها.

## پوروشا
پوروشا (روح یا اصل فاعل) در «بهگود گیتا» دو قسم است: که یکی فنا ناپذیر (aksara) و دیگری فنا پذیر(ksara). موجودات عالم همان پوروشای فنا پذیر اند، در حالی که پوروشای فنا ناپذیر را روح ممتاز (purusottamah) و واقعیت مطلق و نامتناهی (Paramātmā) می‌گویند.

## رسیدن به خویشتن خویش
اگر آدمی خویش را به وسیلهٔ خویش ارتقاء بدهد و در تحصیل حقایق ذاتی خود، همت گمارد و نفس سرکش او آرام گیرد از مصائب روزگار خلاصی می‌یابد و بر واقعیت مطلق حق (Paramātmā) واقف گردد و در این حال، خوبی و بدی، نیکنامی و رسوایی برای او یکسان است و خاک و سنگ و زر در نظرش ارزش مساوی دارند.

## بالاتر از اکشار
در سطح بالاتر از اکشار (Akshar) پوروشای دیگری هست که پاراماتما (Paramātmā) نام دارد

## پاراماتمان
ام (Om) که پراناوا نیز نامیده می‌شود، یکی از اسماء پروردگار است. اتها روا شیکهوپانیشاد (Atharava shikhopanishad) می‌گوید: پراوانا را با این نام از آن جهت می‌خوانند که با تکرارش همهٔ پراناها را وامی‌دارد تا با پاراماتمان (Paramatman) که جان همهٔ جان‌ها است تعظیم کنید
وعلتش این است که تلفظ (اُم O m) جریانهای پرانا را از سوشومنا به ساها سرار رو به بالا جاری می‌کند.